# Clarkemedaljen
Clarkemedaljen `(engelska: Clarke Medal), utdelas av Royal Society i New South Wales, Australien, för framstående insatser inom naturvetenskap.
Medaljen är uppkallad efter prästen William Branwhite Clarke, en av sällskapets grundare. Den utdelades ursprungligen för förtjänstfulla bidrag till Australasiens geologi, mineralogi och naturhistoria, oavsett forskarens hemvist. 
Numera utdelas medaljen årligen för framstående insatser inom naturvetenskap (geologi, botanik och zoologi), utförda inom Australiska statsförbundet och dess territorier.

## Mottagare av Clarkemedaljen
- 1878 - Richard Owen (zoologi)
- 1879 - George Bentham (botanik)
- 1880 - Thomas Huxley (paleontologi)
- 1881 - Frederick McCoy (paleontologi)
- 1882 - James Dwight Dana (geologi)
- 1883 - Ferdinand von Mueller (botanik)
- 1884 - Alfred Richard Cecil Selwyn (geologi)
- 1885 - Joseph Dalton Hooker (botanik)
- 1886 - Laurent-Guillaume de Koninck (paleontologi)
- 1887 - Sir James Hector (geologi)
- 1888 - Julian Tenison Woods (geologi)
- 1889 - Robert L.J. Ellery (astronomi)
- 1890 - George Bennett (zoologi)
- 1891 - Frederick Wollaston Hutton (geologi)
- 1892 - William Turner Thiselton-Dyer (botanik)
- 1893 - Ralph Tate (botanik och geologi)
- 1895 - Robert Logan Jack (geologi) och Robert Etheridge, Jr. (paleontologi)
- 1896 - Augustus Gregory (upptäcktsresor)
- 1900 - John Murray (oceanografi)
- 1901 - Edward John Eyre (upptäcktsresor)
- 1902 - Frederick Manson Bailey (botanik)
- 1903 - Alfred William Howitt (antropologi)
- 1907 - Walter Howchin (geologi)
- 1909 - Walter Roth (antropologi)
- 1912 - William Harper Twelvetrees (geologi)
- 1914 - Arthur Smith Woodward (paleontologi)
- 1915 - William Aitcheson Haswell (zoologi)
- 1917 - Edgeworth David (zoologi)
- 1918 - Leonard Rodway (botanik)
- 1920 - Joseph Edmund Carne (geologi)
- 1921 - Joseph James Fletcher (biologi)
- 1922 - Richard Thomas Baker (botanik)
- 1923 - Walter Baldwin Spencer (antropologi)
- 1924 - Joseph Maiden (botanik)
- 1925 - Charles Hedley (biologi)
- 1927 - Andrew Gibb Maitland (geologi)
- 1928 - Ernest Clayton Andrews (geologi)
- 1929 - Ernest Willington Skeats (geologi)
- 1930 - Leonard Keith Ward (geologi)
- 1931 - Robert John Tillyard (entomologi)
- 1932 - Frederick Chapman (paleontologi)
- 1933 - Walter George Woolnough (geologi)
- 1934 - Edward Sydney Simpson (mineralogi)
- 1935 - G.W. Card (geologi)
- 1936 - Douglas Mawson (geologi)
- 1937 - John Thomas Jutson (geologi)
- 1938 - Henry Caselli Richards (geologi)
- 1939 - Carl Süssmilch (geologi)
- 1941 - Frederic Wood Jones (zoologi)
- 1942 - William Rowan Browne (geologi)
- 1943 - Walter Lawry Waterhouse (botanik)
- 1944 - Wilfred Eade Agar (zoologi)
- 1945 - William Noel Benson (geologi)
- 1946 - John McConnell Black (botanik)
- 1947 - Hubert Lyman Clark (zoologi)
- 1948 - Arthur Bache Walkom (paleobotanik)
- 1949 - Herman Rupp (botanik)
- 1950 - Ian Murray Mackerras (zoologi)
- 1951 - Frank Leslie Stillwell (geologi)
- 1952 - Joseph Garnett Wood (botanik)
- 1953 - Alexander John Nicholson (entomologi)
- 1954 - Edward de Courcy Clarke (geologi)
- 1955 - Rutherford Ness Robertson (botanik)
- 1956 - Oscar Werner Tiegs (zoologi)
- 1957 - Irene Crespin (geologi)
- 1958 - Theodore G.B. Osborn (botanik)
- 1959 - Tom Iredale (zoologi)
- 1960 - Austin Burton Edwards (geologi)
- 1961 - Charles Austin Gardner (botanik)
- 1962 - Horace Waring (zoologi)
- 1963 - G.A. Joplin (geologi)
- 1964 - Joyce Winifred Vickery (botanik)
- 1965 - M. Josephine Mackerras (zoologi)
- 1966 - D. Hill (geologi)
- 1967 - S. Smith White (botanik)
- 1968 - H.G. Andrewartha (zoologi)
- 1969 - S.W. Carey (geologi)
- 1970 - Gilbert Percy Whitley (zoologi)
- 1971 - Nancy Tyson Burbidge (botanik)
- 1972 - H. King (geologi)
- 1973 - Marshall Hatch (botanik)
- 1974 - C.H. Tyndale-Biscoe
- 1975 - J.N. Jennings (geografi)
- 1976 - Lilian R. Fraser
- 1977 - A. Trendall (geologi)
- 1978 - D.T. Anderson
- 1979 - Lawrence Alexander Sidney Johnson
- 1981 - W. Stephenson
- 1982 - N.C.W. Beadle
- 1983 - K.A.W. Crook (geologi)
- 1984 - Michael Archer (paleontologi)
- 1985 - H.B.S. Womersley
- 1986 - David J. Groves (geologi)
- 1987 - Anthony James Underwood
- 1988 - Barry Garth Rolfe
- 1989 - John Roberts (geologi)
- 1990 - Barrie Gillen Molyneux Jamieson (zoologi)
- 1991 - Shirley Winifred Jeffrey (biologi/botanik)
- 1992 - Alfred Edward Ringwood (geologi)
- 1993 - Gordon C. Grigg (zoologi)
- 1994 - Craig Anthony Atkins och Barbara Gillian Briggs (botanik)
- 1995 - Christopher McAuley Powell (geologi)
- 1996 - Klaus Rohde (zoologi)
- 1997 - Charles Barry Osmond (botanik)
- 1998 - Richard Limon Stanton (geologi)
- 1999 - Richard Shine (zoologi)
- 2000 - Sarah Elizabeth Smith (lantbruksvetenskap)
- 2001 - Gordon H. Packham (geologi)
- 2002 - Robert Hill (botanik)
- 2003 - Lesley Joy Rogers (zoologi)
- 2004 - Ian Plimer (geologi)
- 2005 - Mark Westoby (botanik)
- 2006 - Anthony Hulbert (zoologi)
- 2007 - Suzanne O'Reilly (geologi)
- 2008 - Bradley Potts (botanik)
- 2009 - Winston Ponder (zoologi)
- 2010 - Kenton Campbell (geologi)
- 2011 - Byron Lamont (botanik)
- 2012 - Marilyn Renfree (zoologi)
- 2013 - William Griffin (geologi)
- 2014: Robert F. Park[1] (botanik)
- 2015: Christopher Dickman (zoologi)[2]
- 2016: Simon P. Turner (geologi)
- 2017: David Keith (botanik)
- 2018: Emma Johnston (zoologi)
- 2019: Dietmar Müller (geologi)[3]